# Группа войск
Группа войск (ГВ) — временное оперативно-стратегическое, оперативное или оперативно-тактическое объединение (группа) вооружённых сил.

## История
Группа войск — временная оперативно-стратегическая, оперативная или оперативно-тактическая единица в вооружённых силах государства, в зависимости от военного дела государства включала в свой состав различные формирования родов войск и сил видов вооружённых сил, отдельных родов войск, специальных войск и служб, а также заведения, учреждения, предприятия и организации.
Создавались в Гражданскую и Великую Отечественную войнах для объединения усилий нескольких объединений, соединений или частей, действовавших на изолированных направлениях, в отрыве от других группировок войск, или для выполнения специальных задач. Группы войск могут также создаваться на территориях вражеских государств, потерпевших поражение в войне, для осуществления оккупационного режима, а в мирное время - на территориях союзных стран для выполнения союзнических обязательств.
Оперативно-стратегическое объединение ВС СССР включало в свой состав управление и различные формирования сухопутных войск (СВ) и военно-воздушных сил (ВВС), спецвойск и тыла ВС расположенное за границами Союза в соответствии с заключенными международными соглашениями (договорами) для выполнения определенных военных и административных задач в мирное время и своевременного развертывания во фронты (отдельные армии (ОА)) в целях проведения первых оборонительных операций с началом войны против Союза (в военное время). Положение и действие группы войск ВС СССР определялось соответствующим статусом.
Союз ССР имел пять групп войск (имели различный состав и наименования). В начале XXI века все они были расформированы или переформированы. Северо-Западная и Западная группы войск ВС России были передислоцированы на территорию России в 1995 году и расформированы.

### Советская Россия
В период гражданской войны и военной интервенции в России в РККА создавались группы войск:
- Группа войск Харьковского направления
- Группа войск киевского направления
- Группа войск одесского направления
- Группа войск курского направления → Группа войск донецкого направления
- Группа войск таганрогского направления
- Группа войск Селивачева
- и другие.

### СССР
В ВС СССР были следующие группы войск:
- Группа советских оккупационных войск в Германии (ГСОВГ);
- Группа советских войск в Германии (ГСВГ);
- Северная группа войск (СГВ), в ПНР;
- Западная группа войск (ЗГВ), в ГДР;
- Центральная группа войск (ЦГВ), в ЧССР;
- Южная группа войск (ЮГВ), в ВНР;
- Группа советских военных специалистов на Кубе

### Россия
- Северо-Западная группа войск в прибалтийских государствах;[2]
- Группа российских войск в Закавказье;[2]
- Группа Пограничных войск России в Республике Таджикистан;
- Оперативная группа российских войск в Приднестровье.

## Группировка войск (сил)
Группировки войск (сил) (ГВ(с)) — развёрнутые (расположенные) на ТВД (стратегическом, операционном направлениях или в конкретном районе) в соответствии с замыслом предстоящих действий объединений, соединений и части различных видов вооружённых сил, родов войск, специальных войск, а также тыла, предназначенных для выполнения боевых задач в операциях (боевых действиях). Группировки войск (сил) по масштабу могут быть стратегическими, оперативными и тактическими. По предназначению группировки войск (сил) подразделяются на главную, предназначенную для действий на наиболее важном направлении (в районе) и включающую обычно бо́льшую часть сил и средств, и другие — для выполнения задач на второстепенных направлениях (в районах). По видам военных действий различаются ГВ(с) оборонительные, контрударные, контрнаступательные (наступательные) для проведения соответственно оборонительных, контрнаступательных (наступательных) операций. По видам вооружённых сил и родам войск различают группировки СВ, ВВС, сил флота, ракетных войск, артиллерии, специальных войск и др.

### Формирования
- Группировка войск (сил) Вооружённых сил Российской Федерации в Сирийской Арабской Республике
- Объединённая группировка войск (сил) на Украине[5]
  - Группировка войск «Центр»[6]
  - Группировка войск «Юг»[6]
  - Группировка войск «Запад»[6]
  - Группировка войск «Восток»[6]
  - Группирвока войск «Днепр»[6]
  - Группировка войск «Север»[7].